# Wasserburg Bissingen
Die Wasserburg Bissingen war eine Wasserburg am Gießnaubach im östlichen Gemeindegebiet von Bissingen an der Teck im Landkreis Esslingen in Baden-Württemberg.
Die von den Herren von Bissingen als Wasserburg erbaute Turmhügelburg (Motte) verfügte über einen quadratischen steilen Burgkegel mit Ringgraben auf einer Burgfläche mit einem Durchmesser von etwa 15 Metern.

## Lage
Der gut erkennbare Burgstall befindet sich im heutigen Pfarrgarten. Die Burgstelle liegt dort direkt am Giesnaubach, welcher den Burggraben der Wasserburg gespeist haben dürfte. 
Der noch sichtbare Burghügel steigt ungefähr 4 m über der Sohle des rechteckigen Umfassungsgrabens hervor. Im Norden und Osten der Anlage sind noch flache Wallreste zu sehen. Bie beiden anderen Wälle wurden durch landwirtschaftliche Nutzung und der Anlage von Gemüßegärten nach und nach verebnet.